# Joan Cadden
Pour les articles homonymes, voir Cadden.
Joan Cadden (née en 1944) est une historienne et historienne des sciences américaine, professeure émérite d'histoire et de littérature médiévales au département d'histoire de l'Université de Californie à Davis. Elle a été présidente de l'History of Science Society (HSS) de 2006 à 2007. Elle a beaucoup écrit sur le genre et la sexualité dans les sciences et la médecine médiévales. Son livre Meanings of Sex Difference in the Middle Age: Medicine, Science, and Culture (1993) a reçu le prix Pfizer en 1994 de l'History of Science Society, en tant que livre exceptionnel sur l'histoire des sciences. 

## Formation
Joan Cadden obtient son Bachelor of Arts du Vassar College en 1965 et une maîtrise de l'Université Columbia en 1967, où elle rédige sa thèse sur De elementis: Earth, Water, Air, and Fire in the 12th and 13th Centuries. Elle termine son doctorat en histoire et philosophie des sciences à l'Université de l'Indiana en 1971. Sa thèse de doctorat est intitulée The Medieval Philosophy and Biology of Growth: Albertus Magnus, Thomas Aquinas, Albert of Saxony and Marsilius of Inghen on Book I, Chapter V of Aristotle's ‘De generatione et corruptione,' with Translated Texts of Albertus and Thomas Aquinas. 

## Carrière
Cadden a enseigné en tant que professeure adjointe au département d'histoire des sciences de l'Université Harvard de 1971 à 1976. Elle est chargée de cours d'histoire à l'université du Colorado à Boulder en 1977-1978. Elle enseigne au Kenyon College de 1978 à 1996. En 1996-1997, elle est historienne des sciences invitée à l'université Purdue. Elle rejoint l'Université de Californie à Davis en 1996 en tant que professeure d'histoire. Cadden a été présidente de l'History of Science Society (HSS) de 2006 à 2007. Elle a pris sa retraite et est devenue professeure émérite à UC Davis en 2008,. 
Son travail est caractérisé comme explorant les « couches de disciplines » - les liens entre l'histoire des sciences, l'histoire du genre, l'histoire de la sexualité, l'histoire sociale et l'histoire intellectuelle. Sur le plan méthodologique, elle innove en accordant « une attention particulière aux milieux culturels et sociaux dans lesquels ces sources ont été produites; aux hypothèses et aux attentes des auteurs et des lecteurs; aux questions de forme, de style et de présentation ». 
Son livre Meanings of Sex Difference in the Middle Age: Medicine, Science, and Culture (1993) est une révolution dans son étude du sexe et du genre et a profondément influencé les études ultérieures,,. Cadden examine les discussions sur la différence sexuelle d'Aristote au XIVe siècle et révèle un large éventail d'idées sur la détermination sexuelle, les rôles de reproduction et le plaisir sexuel. Elle trouve de nombreux modèles de sexualité dans les écrits tout au long de l'âge moyen. Cela remet en cause l'affirmation de Thomas W. Laqueur dans Making Sex: Body and Gender from the Greeks to Freud (1990), selon laquelle les hommes et les femmes étaient considérés comme des "manifestations d'un substrat unifié" avant le XVIIIe siècle. Cadden a abordé le discours médiéval dans toute sa « complexité stupéfiante », une « interconnexion des intérêts intellectuels » qui était « loin de rassurer » dans sa diversité.  
Elle poursuit ensuite des recherches sur Pietro d'Abano et explore les complexités de la compréhension du désir homosexuel par les philosophes naturels médiévaux dans son livre Nothing Natural Is Shameful: Sodomy and Science in Late Medieval Europe (2013). Bien qu'elle reconnaisse ses limites, elle utilise le terme médiéval « sodomie » pour éviter toute confusion avec le sens moderne du terme « homosexualité ». La discussion porte sur le Problemata IV.26 d'Aristote et sa mise en question du désir sexuel entre hommes. Le livre a été décrit comme « une réflexion sophistiquée sur le sexe et la sexualité ».  

## Prix

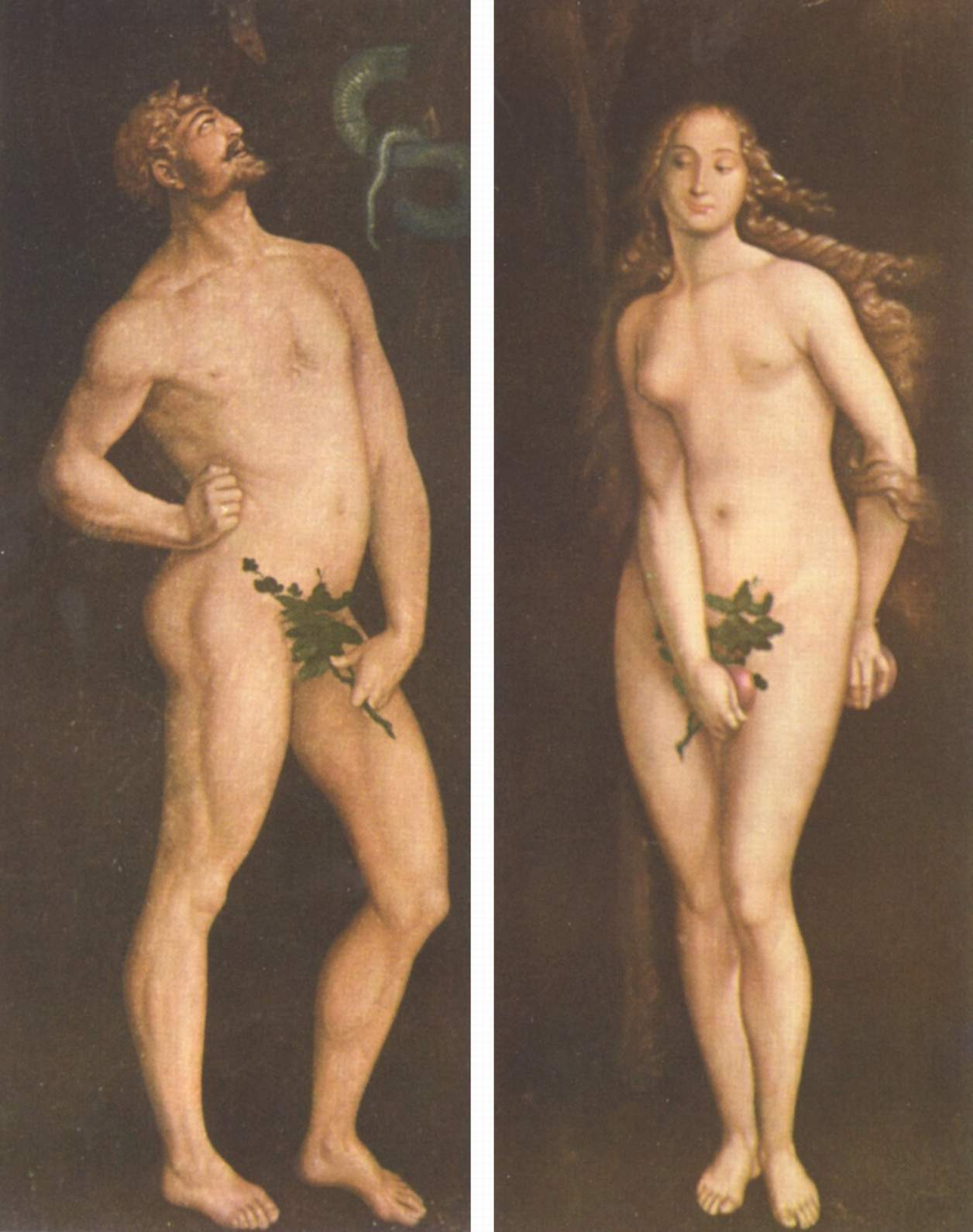
La représentation du nu et de la sexualité humaine sous l'influence du christianisme : le « cache-sexe ».
Peinture Renaissance de Hans Baldung.

Son livre Meanings of Sex Difference in the Middle Age: Medicine, Science, and Culture (1993) reçoit en 1994 le prix Pfizer pour un ouvrage exceptionnel sur l'histoire des sciences de la History of Science Society,,,,,. C'était le premier livre sur les études de genre et le premier livre en trente ans sur les études médiévales à remporter ce prix.
Son travail a été célébré lors de deux sessions lors du 44e Congrès international annuel sur les études médiévales (en) à Kalamazoo, Michigan en 2009 par la Society for Medieval Feminist Scholarship (en). La Société médiévale des mères de famille a rendu hommage à Joan Cadden lors des séances « Penser au-delà de la "femme écrivain" dans la reconstruction du monde intellectuel des femmes » et « Le nouveau sens de la différence entre les sexes au moyen âge: médecine, science et culture (table ronde) ». Celles-ci ont ensuite été publiées dans le Forum féministe médiéval (2010).

## Publications
- Meanings of Sex Difference Mid Ages: Medicine, Science, and Culture (Cambridge Studies in the History of Medicine).
- Nothing Natural Is Shameful: Sodomy and Science in Late Medieval Europe (The Middle Ages Series).